# Boogie (rapper)
Anthony Dixson (Compton, 30 de agosto de 1989), conhecido artisticamente como Boogie, é um rapper norte-americano.